# Barázdálódás

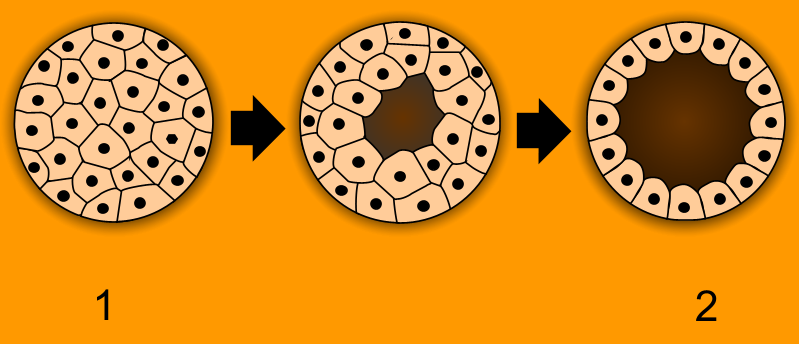
Radiális holoblasztikus barázdálódás (1:morula, 2: blasztula)

A barázdálódás az állatok embrionális egyedfejlődésének azon szakasza, amikor a megtermékenyített petesejtből létrejön a blasztula. Tehát a megtermékenyítéstől a gasztrulációig, vagyis a csíralemezek kialakulásáig terjedő szakasz. 
A barázdálódásra általánosan jellemző, hogy az embrió mérete nem változik számottevően, de a sejtek sejtmag–plazma aránya beáll a felnőtt állatokra jellemző értékre, ugyanis kezdetben rendkívül magas a plazma aránya a maghoz viszonyítva.
A barázdálódás menete törzsenként eltérő. Míg a legtöbb állatcsoportban a barázdálódás során igen gyorsak az osztódások, csupán rövid M, és S sejtciklusok figyelhetőek meg, az emlősök sejttömeg gyarapodása némileg lassabb. Az oka az, hogy míg az emlősökben aktiválódik a zigóta genomja, a többi állattörzs esetében az osztódások kizárólag az anyai citoplazma terhére történnek. A barázdálódás végére kialakul a hólyagcsíra, mely általában egyetlen sejtsorból álló, gömb alakú képződmény, belsejében egy üreggel, a blasztocöllel, vagy ősbélüreggel.

## A barázdálódás típusai
A barázdálódás típusai két irányból vizsgálhatóak:
- A szikanyag mennyisége alapján, valamint
- A mitotikus orsó elhelyezkedése, és működése alapján.

A szikanyag mennyisége azért döntő, mivel a szik általában a zigóta egyik felében helyezkedik el, és nehezen osztódik, ezáltal az osztódó zigóta egyenlőtlenné válik, kialakul egy, a későbbi embriót alkotó ún. animális, és egy döntően szikanyagot tartalmazó vegetális pólusa. Az animális póluson az osztódások gyorsabbak, a sejtek kisebbek, míg a vegetális póluson lassabb az osztódás, a sejtek nagyobbak, több szikanyagot tartalmaznak.
A szikanyag mennyisége alapján lehet teljes, holoblasztikus, vagy részleges, meroblasztikus barázdálódásról beszélni.  A holoblasztikus barázdálódás többféleképpen történhet, míg a meroblasztikus lehet diszkoidális, a pete egyik „végén” történik az osztódás, vagy szuperficiális, ahol a petesejt sejthártyája alatt történik az osztódás. A sok szikanyagot tartalmazó peték esetében az embrió nem szorul a környezetre, gyorsan fejlődik, és magas fejlettségre tehet szert.

### A holoblasztikus barázdálódás típusai

#### A radiális holoblasztikus osztódási típus
A tüskésbőrűekre, lándzsahalakra, kétéltűekre jellemző osztódási forma. 
Jellemzője, hogy a negyedik osztódás során az animális pólus sejtjei egyenlően osztódnak, míg a vegetális pólus sejtjei egyenlőtlenül osztódnak. Így létrejön 8 közepes méretű sejt, más néven mezoméra az animális póluson, a vegetális póluson pedig 4 kisméretű mikroméra, és négy nagyméretű makroméra keletkezik.
A blasztula stádium 128 sejtes állapotban alakul ki, a sejtek egyetlen sejtréteget alkotnak a központi helyzetű blasztocöl körül. Leggyakrabban ezt a típusú blasztulát tekintik a blasztulastádium modelljének, azonban a legtöbb blasztula nem ennyire egyszerű felépítésű, mint azt a következőkben láthatjuk.

#### A spirális holoblasztikus osztódási típus
A gyűrűsférgekre, örvényférgekre, laposférgekre, és a puhatestűekre jellemző barázdálódási forma.
Jellemzője, hogy az osztódás során az osztódási síkok szöget zárnak be, spirális forma alakul ki. A blasztula nem tartalmaz üreget, ezt a formát sztereoblasztulának hívjuk.

#### A bilaterális holoblasztikus osztódási típus
Az előgerinchúrosokra jellemző. Az első osztódás során kialakul az állat tengelye, ezután szimmetrikusan osztódik mindkét oldalon. 32 sejtes állapotban kialakul a központi üreg, a blasztocöl, és megkezdődik a gasztruláció.

#### A rotációs holoblasztikus osztódási típus
Emlősökre jellemző. Az osztódások a petevezetékben zajlanak le. Mivel az emlősök genomja a megtermékenyítés után azonnal aktiválódik, ezért az osztódások sokkal lassabbak, mint az előzőekben megismert barázdálódások esetén. Az egyes osztódások 12-24 órát is eltarthatnak. A szikanyag mennyisége is igen kicsi, ezért az implantációig erősen korlátolt az osztódások száma. Az első osztódás síkja a hossztengellyel párhuzamos, ún. meridionális, a második osztódásnál azonban az egyik osztódás síkja meridionális, míg a másik a hossztengelyre merőleges irányú, ekvatoriális. A sejtek nyolcsejtes állapotig lazán helyezkednek el, majd megtörténik az un. kompaktálódás, mely során a sejtek szoros sejtkapcsoló struktúrákkal kapcsolódnak egymáshoz, az embrió mérete lényeges kisebb lesz. Az ezt követő osztódás során létrejön az úgynevezett morula, melyben elkülönülnek a későbbi embriót alkotó sejtek, az embrioblasztok, mint belső sejtcsomó, és az extraembrionális struktúrákat létrehozó trofoblaszt sejtek.Ezt követően az embrió immár a méh belesejében „kikel” a petesejtet borító kocsonyás burokból, a zona pellucidából, amely megakadályozta hogy letapadjon a petevezetékben. A trofoblaszt sejtek folyadékot termelnek, és kialakul a blasztula, amelyet emlősök esetében blasztocisztának hívunk, és beágyazódik a méh falába.

### A meroblasztikus barázdálódás típusai

#### A meroblasztikus, diszkoidális osztódási típus
Főként madarakra jellemző. A nagy mennyiségű szikanyag miatt a pete barázdálódása csak az animális póluson lévő sejttömegre, a blasztodiszkuszra korlátozódik. 
A blasztodiszkusz középső területén megjelenik a blasztocöl, de nem terjed ki a teljes osztódó területre, emiatt a szikanyagra tapadó sejtsort, a blasztodermát két részre lehet különíteni: az áttetsző fénylő area pellucidára, és a homályos area opacára. Az embrió az area pellucidából alakul ki, míg az area opacából az embrió testén kívüli, extraembrionális struktúrák egy része fog kifejlődni. Az area opaca területén sejtbeáramlás történik, aminek következtében két sejtréteg alakul ki. A felső sejtréteg az epiblaszt, míg a blasztocölt a szikanyag felől határoló sejtréteg a hipoblaszt. A hipoblaszt alatti üreg a szubgerminális üreg. A gasztruláció során az epiblasztból kialakul a három csíralemez.

#### A meroblasztikus, szuperficiális típus
Az ízeltlábúakra jellemző. A szikanyag mennyisége miatt a barázdálódás itt is részleges, de a képződő sejtek a teljes felszínt befogják.